# Día de las Montañas
Diversos países celebran las montañas de forma independiente al Día Internacional de las Montañas. A continuación se presentan ejemplos de Estados Unidos y Japón donde existe una celebración específica:

## Armenia
En Armenia este día se celebra el 9 de octubre como Día de las Montañas de Armenia

## Estados Unidos
En Estados Unidos, el Día de la Montaña es una tradición en algunas universidades que se remonta a 1838. En ese año, estudiantes de Mount Holyoke College realizaron una excursión al monte Holyoke. Instituciones como Smith College, desde 1877, y Juniata College, desde 1896, también han adoptado esta celebración, La primera mención documentada de tal evento data de 1893. Por su parte, Elmira College oficializó su propio Mountain Day (Día de la Montaña) en 1918.

## Japón
En Japón, este día se celebra cada 11 de agosto. Es un festivo establecido en mayo de 2014 con el objetivo de "fomentar la familiaridad con las montañas y apreciar sus beneficios". La iniciativa fue promovida por el legislador Seishiro Eto junto con el Club Alpino Japonés, La primera celebración tuvo lugar en 2016. En 2020, la fecha fue modificada temporalmente al 10 de agosto debido a la reprogramación de los Juegos Olímpicos de verano a causa de la pandemia de COVID-19. Posteriormente, en 2021, se realizó un ajuste permanente al 9 de agosto mediante una enmienda en la ley olímpica japonesa, para coordinar con las necesidades logísticas de los Juegos Olímpicos y Paralímpicos.

## Nepal
En Nepal se conmemora el Día Internacional del Everest el 29 de mayo, en honor a la primera ascensión exitosa al Monte Everest por Edmund Hillary y Tenzing Norgay en 1953.